# Cosmia pyralina
Espèce
Cosmia pyralina, la Pyraline ou Cosmie pyraline, est une espèce de lépidoptères (papillons) de la famille des Noctuidae.
Elle appartient à la sous-famille des Noctuinae ou des Xyleninae selon les classifications.
Vol en juin et juillet.